# Marta Pan
Marta Pan, född 12 juni 1923 i Budapest, Ungern, död 12 oktober 2008 i Paris, var en ungersk-fransk skulptör.

## Biografi
Pan studerade konst på Ecole des Beaux-Arts i Budapest. Hennes skulpturer blev mycket inriktade på balans, symmetri och geometri. Hon skapade ofta sina verk så att de var platsspecifika och samarbetade med omgivningen. Hennes nonfigurativa, mjukt kurvade skulpturer har också släktskap med Jean Arps och Barbara Hepworths former.
År 1946 flyttade Pan till Paris, där hon lärde känna Constantin Brâncuşi och Fernand Léger. År 1952 gifte hon sig med André Wogenscky, som var studioassistent hos Le Corbusier. Hennes tidiga skulpturer påverkades mycket av Le Corbusiers arkitektur. 
År 1956, skapade Pan Le Teck, som bestod av två rörliga delar. Koreografen Maurice Béjart skapade senare en balett, också kallad Le Teck, som var inspirerad direkt av Pans skulptur. Béjarts balett uruppfördes på taket av Le Corbusiers Unité d'Habitation i Marseille. Fram till 1960, bestod alla Pans skulpturer av denna tvådelade byggmetod, som tillät ena stycket att röra sig och därmed gav verket en föränderlig karaktär.

## Hedersbetygelser
År 2001 tilldelades Pan den prestigefyllda utmärkelsen Praemium Imperiale för skulptur från Japan Art Society.

## Offentliga verk i urval
- Sculpture flottante (1959–60) i Skulpturparken Kröller-Müller Museum, De Hoge Veluwe Nederländerna,
- Sculpture (1965), Museum of Contemporary Art, Skopje, Nordmakedonien,
- Sans titre (1967), Maison de la Culture de Grenoble in Grenoble, Frankrike,
- Le Labyrinth de Marta Pan (1974), Lycée Madame de Staël de Montluçon, Frankrike,
- Sapporo (1986), Sapporo Art Park i Sapporo, Japan,
- Parcours flottant no. 1 et 2 (1986), Sculpture Domaine de Kerguéhennec, Bretagne, Frankrike,
- Scultura fluttuante Celle (1990), Skulpturpark Villa Celle, Italien
- Duna (1992), Musée de Grenoble, Frankrike,
- Sculpture flottante Trois Îles, Parc Central i Kirchberg, Luxemburg.